# Mitchell Donald
Mitchell Donald (* 10. Dezember 1988 in Amsterdam) ist ein surinamisch-niederländischer Fußballspieler. Seit 2021 ist er vereinslos.

## Karriere

### Verein
Donald spielte bereits seit 1996 im Nachwuchsbereich von Ajax Amsterdam, ehe er im Winter der Saison 2006/07 in den Profikader stieß. Am 14. Februar 2007 kam der Mittelfeldspieler dann zu seinem Pflichtspieldebüt. Im UEFA-Pokal wechselte ihn der damalige Ajax-Trainer Henk ten Cate im Spiel gegen Werder Bremen in der 72. Minute für Kenneth Perez ein. Das Spiel wurde 0:3 verloren. Noch vor Beginn der Spielzeit 2007/08 kam Donald im Spiel um die Johan-Cruyff-Schaal zum Einsatz. Ajax setzte sich 1:0 gegen die PSV Eindhoven durch und der Youngster konnte seinen ersten Pokalgewinn feiern. Am Gewinn des KNVB-Pokal, zum Ende der Vorsaison, war er nicht direkt beteiligt. In der Rückrunde 2009/10 konnte er bei Willem II in Tilburg Spielpraxis sammeln. Im Februar 2011 unterschrieb er einen Dreijahresvertrag, beginnend mit der Saison 2011/12, beim Ligakonkurrenten Roda aus Kerkrade.
Zur Saison 2018/19 wechselte Donald in die Türkei zu Yeni Malatyaspor.

### Nationalmannschaft
Donald absolvierte sechs Spiele für die U-20 der Niederlande. Anschließend rückte er in die U-21 auf. 2009 wurde er in den Kader der U-21 für das Turnier von Toulon berufen. Seit 2021 ist er für die surinamische A-Nationalmannschaft aktiv.

## Erfolge
Ajax Amsterdam
- KNVB-Pokal: 2007
- Johan-Cruyff-Schaal: 2007
- Niederländischer Meister: 2011 (ohne Ligaeinsatz)

Roter Stern
- Serbischer Meister: 2016, 2018